# Croisic
 'Croisic' es un cultivar de higuera de tipo Cabrahigo Ficus carica bífera, de higos color verde claro a amarillo comestibles. En América del Norte son capaces de ser cultivadas en USDA Hardiness Zones 6 a más cálida.

## Sinonimia
- „Cordelia“,
- „St. John“,
- „Gillette“ en Estados Unidos,.[4][5]

## Historia
En 1836, Prosper Mérimée escribió sobre las higueras "Croisic" en las que descubrió ubicadas en Beauport en un área que podía ver en la bahía de Paimpol, la entrada que conduce a las higueras "Croisic" son las ruinas de Beauport Abbey, que están ubicadas cerca del mar en Beauport, escribió "enormes higueras cubrían la playa, casi arrojando sus frutos a las olas". Todavía hay al menos dos higueras "Croisic" en las ruinas de « Beauport Abbey ».
En 1882, Solms-Laubach había descubierto higueras 'Croisic' en Cherbourg y en Le Croisic (de donde toma su nombre).
En 2013, se descubrió una antigua higuera "Croisic" cerca de Paimpol en Bretagne, Francia, probablemente una higuera de más de 60 años.
La variedad de higos 'Croisic' se puede encontrar en muchos otros lugares dentro del canal de la Mancha y en las áreas de la costa atlántica del norte de Francia, todas dentro de las regiones francesas de Bretagne (Bretaña) y Basse Normandie (Baja Normandía).

## Características
Las higueras Croisic se pueden cultivar en USDA Hardiness Zones 6 a más cálida, siendo la zona óptima de cultivo comprendida entre USDA Hardiness Zones de 7 a 9.,.
'Croisic' como Cabrahigo tiene un área de flores masculinas dentro del receptáculo cerca del ostiolo. En 1885 Solms-Laubach había expresado que él pensaba que 'Croisic' es simplemente un cabrahigo altamente desarrollado, y aunque no había avispas de los higos (blastophagas) alrededor para polinizar la fruta aún producía higos completamente maduros. 'Croisic' parece ser el primer cabrahigo comestible descubierto.
Las higueras 'Croisic' tienen hojas muy grandes, de aproximadamente 11,8 pulgadas (30 centímetros) de diámetro, los bordes de las hojas son muy redondeadas y llenas pero tienen bordes rígidos, la mayoría de las hojas son de 5 lóbulos, aunque hay 3 hojas lobuladas y algunas 1 hojas lobuladas. Las hojas son de color verde claro en la primavera y se vuelven mucho más oscuras y adquieren un aspecto muy brillante a fines del verano.
La higuera 'Croisic' se adapta bien al clima de salitre de una playa. Las ramas de la higuera 'Croisic' tienden a torcerse en círculos que giran alrededor del centro del tronco. La vegetación de la higuera 'Croisic' es muy vigorosa, tiene un crecimiento rígido de vegetación erecta, es posible mantener este árbol en un único tronco.
La higuera 'Croisic' es bífera (produce dos cosechas que son comestibles cada año en el clima adecuado). Esta variedad desarrolla la primera cosecha de brevas (“Prohigos”). Las higueras 'Croisic' producen enormes cosechas cada año aunque sean grandes y viejas, las brevas son de tamaño grande a extra grande, su fruta pesa entre 2.82 y 3.53 onzas (80 y 100 gramos). La breva madura entre finales de agosto y mediados de septiembre en la costa atlántica de Francia, que es casi al mismo tiempo que un 'Gillette' tiene higos maduros en el Pacífico Noroeste de EE. UU., El fruto de ambas cosechas tienen la piel amarillo-verde con áreas marrones, conforme los higos van madurando se producen cambios en la pulpa del blanco a un color ámbar semitransparente y puede haber un toque de color salmón en el área ámbar, la piel comienza de color verde oscuro a principios de la primavera y se torna de color verde claro o verde amarillo justo antes de la maduración, las semillas son de color miel.
En la mayoría de los EE. UU. Solo tiene una cosecha, las brevas (“Prohigos”), por lo que si no puede tener esa primera cosecha por la razón que sea, entonces no hay higos ese año en la mayoría del país, pero sí gana resistencia al frío con el tiempo. Las brevas de la variedad 'Croisic' son cabrahigos modificados que aún no han perdido sus flores masculinas.
Es posible que nunca tengan una fruta (“Mamonas”) madura (segunda cosecha) en el área que históricamente cultivan en Francia debido a que no hay avispa del higo en esa área. En Seattle (Washington), rara vez se forma la fruta (“Mamonas”) (segunda cosecha) y la fruta  (“Mamas”)(tercera cosecha) de la variedad 'Croisic'.
La higuera 'Croisic' se ha confundido a menudo con otras variedades de higueras durante mucho tiempo. 'Croisic' no se parece en nada a ninguna variedad de 'Pingo de Mel' ni a ninguna variedad de 'St John'. Hay muchos tipos de cabrahigos comestibles similares que se llaman 'Gillette' o 'Croisic'.

## Cultivo
'Croisic' son higueras resistentes al frío en áreas donde las temperaturas mínimas invernales no caen por debajo de 5 grados F. (-15 C.). Hay que tener en cuenta, sin embargo, que el tejido del tallo puede dañarse incluso a mucho más de 5 grados F., especialmente si se trata de un periodo prolongado de frío. Las higueras resistentes al invierno asentadas o maduras de varios años son más propensas a sobrevivir a un periodo frío prolongado. Los árboles jóvenes son más propensos a morir en suelos helados, especialmente si tienen "pies encharcados" o raíces cerca de la superficie.
La higuera crece bien en suelos secos, fértiles y ligeramente calcáreos, en regiones cálidas y soleadas. La higuera no es muy exigente y se adapta a cualquier tipo de suelo, pero su crecimiento es óptimo en suelos livianos, más bien arenosos, profundos y fértiles. Aunque prefiere los suelos calcáreos, se adapta muy bien en suelos ácidos. Teme el exceso de humedad y la falta de agua. En estos 2 casos, se producirá el amarilleamiento de las hojas.
Las temperaturas de -10 a -20 grados F (-23 a -26 C) definitivamente matarán a la higuera. De todas maneras en estas zonas y como prevención necesitará algún tipo de protección para el invierno con acolchamiento de los suelos con una gruesa capa de restos vegetales. En la primavera aparecerán ramas vigorosas (y fruta) si el pie ha sido protegido contra las fuertes heladas